# Cyclophora demptaria
Cyclophora demptaria là một loài bướm đêm trong họ Geometridae.